# Blangy-sous-Poix
Blangy-sous-Poix is een gemeente in het Franse departement Somme (regio Hauts-de-France) en telt 158 inwoners (1999). De plaats maakt deel uit van het arrondissement Amiens.

## Geografie
De oppervlakte van Blangy-sous-Poix bedraagt 7,8 km², de bevolkingsdichtheid is 20,3 inwoners per km².
De onderstaande kaart toont de ligging van Blangy-sous-Poix met de belangrijkste infrastructuur en aangrenzende gemeenten.

## Demografie
Onderstaande figuur toont het verloop van het inwonertal (bron: INSEE-tellingen).